# Don Smith (hokejist, rojen leta 1887)
Don (Donald) John Smith, kanadski profesionalni hokejist, * 3. junij 1887, † 13. maj 1959. 
Igral je na položaju napadalca za različna profesionalna moštva, med drugim tudi za moštvo Montreal Canadiens v ligi NHL. Igral je tudi za moštva Montreal Shamrocks, Montreal Wanderers in Renfrew Creamery Kings.

## Kariera
Smith je igral članski amaterski hokej na ledu za domači klub Cornwall Hockey Club v ligi Federal Amateur Hockey League od 1904 do 1907. Profesionalno kariero je začel leta 1907 v MPHL moštvu Portage la Prairie Cities. Naslednjo sezono se je vrnil v Ontario in igral za moštvi St. Catharines Pros in Toronto Professional Hockey Club v ligi Ontario Professional Hockey League. V sezoni 1909/10 se je pridružil moštvu Montreal Shamrocks v ligi National Hockey Association, naslednjo sezono pa je v isti ligi zastopal barve moštva Renfrew Creamery Kings. Zatem se je za eno sezono pridružil PCHA moštvu Victoria Aristocrats. Prihodnjo sezono je okrepil ekipo Montreal Canadiens in v njej ostal do leta 1915, ko so ga zamenjali v Montreal Wanderers. Po koncu NHA sezone 1915/16 se je vpisal v vojsko in se odšel bojevat v prvi svetovni vojni. Po vrnitvi se je v NHL sezoni 1919/20 ponovno pridružil moštvu Montreal Canadiens in zanj igral še svojo zadnjo profesionalno sezono. 

### Pregled kariere
Odebeljeno - reprezentančni nastopi, glej tudi Statistika pri hokeju na ledu.
| Moštvo                           | Liga | Sezona |    | Redni del | Redni del | Redni del | Redni del | Redni del | Redni del |   | Končnica | Končnica | Končnica | Končnica | Končnica | Končnica |
| -------------------------------- | ---- | ------ | -- | --------- | --------- | --------- | --------- | --------- | --------- | - | -------- | -------- | -------- | -------- | -------- | -------- |
| Moštvo                           | Liga | Sezona | OT | G         | P         | T         | +/-       | KM        | OT        | G | P        | T        | +/-      | KM       |          |          |
| Cornwall Hockey Club             | FAHL | 04/05  |    | 7         | 4         | 0         | 4         |           |           |   |          |          |          |          |          |          |
| Cornwall Hockey Club             | FAHL | 05/06  |    | 5         | 2         | 0         | 2         |           |           |   |          |          |          |          |          |          |
| Cornwall Hockey Club             | FAHL | 06/07  |    | 9         | 16        | 0         | 16        |           |           |   |          |          |          |          |          |          |
| Portage la Prairie Cities        | MPHL | 07/08  |    | 14        | 19        | 0         | 19        |           |           |   |          |          |          |          |          |          |
| St. Catharines Pros              | OPHL | 08/09  |    | 6         | 10        | 0         | 10        |           | 12        |   |          |          |          |          |          |          |
| Toronto Professional Hockey Club | OPHL | 08/09  |    | 8         | 11        | 0         | 11        |           | 15        |   |          |          |          |          |          |          |
| Montreal Shamrocks               | CHA  | 09/10  |    | 3         | 7         | 0         | 7         |           | 3         |   |          |          |          |          |          |          |
| Montreal Shamrocks               | NHA  | 09/10  |    | 12        | 14        | 0         | 14        |           | 58        |   |          |          |          |          |          |          |
| Montreal ACB                     | MCHL | 09/10  |    | 7         | 6         | 0         | 6         |           |           |   |          |          |          |          |          |          |
| Renfrew Creamery Kings           | NHA  | 10/11  |    | 16        | 26        | 0         | 26        |           | 49        |   |          |          |          |          |          |          |
| Victoria Aristocrats             | PCHA | 11/12  |    | 16        | 19        | 0         | 19        |           | 22        |   |          |          |          |          |          |          |
| Montreal Canadiens               | NHA  | 12/13  |    | 20        | 19        | 0         | 19        |           | 52        |   |          |          |          |          |          |          |
| Montreal Canadiens               | NHA  | 13/14  |    | 20        | 18        | 10        | 28        |           | 18        |   | 2        | 1        | 0        | 1        |          | 7        |
| Montreal Canadiens               | NHA  | 14/15  |    | 11        | 2         | 5         | 7         |           | 18        |   |          |          |          |          |          |          |
| Montreal Wanderers               | NHA  | 14/15  |    | 8         | 4         | 3         | 7         |           | 21        |   | 2        | 1        | 0        | 1        |          | 12       |
| Montreal Wanderers               | NHA  | 15/16  |    | 23        | 14        | 2         | 16        |           | 56        |   |          |          |          |          |          |          |
| Montreal Canadiens               | NHL  | 19/20  |    | 12        | 1         | 0         | 1         |           | 6         |   |          |          |          |          |          |          |
| Skupaj                           |      |        |    | 197       | 192       | 20        | 212       |           | 330       |   | 4        | 2        | 0        | 2        |          | 19       |